# 諸葛紫岐
諸葛 紫岐（マリー・ジュウガー、Marie Zhuge、1983年8月20日 - ）は、中国のファッションモデル、女優。Calcarries Modeling Agencyに所属し、香港を拠点に活動している。

## 来歴

### 生い立ち
1983年、北京市でコンピューター・電子関係の貿易商の父と元北京市職員の母の間に生まれる。本籍は山東省である。母方の祖母が日本人である。マリーは諸葛亮の63代目の子孫を自称する。家長を重んじる厳格な家庭であった。6歳で両親と共にカナダに移住した。UCLAでインテリアデザインを学ぶ。
彼女はバンクーバーBCIT学院を卒業したと公言していたが、香港の報道機関の記者が現地を訪れ、同学校の教授に調査したところ、彼女が在学した記録がないことが分かった。同時に香港大学の学生を自称していたが、こちらも同記者が香港大学に問い合わせたところ、彼女が在学した記録はなかった。また、彼女の「諸葛亮の子孫」という主張は、決定的な証拠がない。自宅には先祖代々の系図を示した絹製の家譜があり、63代目として彼女の名前が記載されていると語っているが、諸葛亮を祀った武侯祠博物館研究部は「諸葛亮の家系については史料の不足もあり定かではない」と前置きした上で、中国の通常の家系図には女系の氏名を記載する事がない為、その信憑性に疑問を呈した。後に彼女自身は家系図を見たことがないと明かした。

### 芸能活動
UCLA在学中に「諸葛一文（ノリコ）」の芸名で、中央電視台の番組「城市妙聽聞」で司会を2年間務めた。その後は、中国に帰って、モデル活動を開始した。2010年から中国以外でも活動を開始。現在までにシャネル、H&M、コーチ、クリニーク、ツモリチサト、ビーシービージー・マックス・アズリア、イヴ・サン＝ローラン、エスカーダ、アニエス・ベーのショーに出演。また、日本のファッションイベント東京ガールズコレクション、Girls Awardにも出演。

## 人物
幼少より中国画、書道、ピアノ、ダンスなどを学ぶ。特技はピアノ演奏、ゴルフ、英語、北京語、広東語。

## 出演

### 広告
- ホーリック
- キヤノンデジタルカメラ
- 香港旅遊発展局

### テレビ番組
- 城市妙聽聞（フェアチャイルド・テレビジョン系列・タレントビジョン制作）

### 映画
- 每當變幻時（2007年）
- 保持愛你（2009年）